# Yara Monteiro
Yara Nakahanda Monteiro, também conhecida como Yara Monteiro, é uma escritora portuguesa nascida em Angola (Huambo, 1979). Com a publicação do seu primeiro romance, Essa Dama Bate Bué!, em 2018,  Monteiro passou a ser considerada representante de uma geração de escritores que nasceu em Angola e mudou-se para Portugal, como Djaimilia Pereira de Almeida e Kalaf Epalanga.

## Percurso
Monteiro viveu até os dois anos de idade em Angola, depois passou a viver no Seixal, em Portugal, e já adulta mudou-se para o Alentejo. Trineta da escravatura, bisneta da mestiçagem, neta da independência e filha da diáspora, como se autodefine, Monteiro afirma ter descoberto sua negritude no Brasil.
Licenciada em Recursos Humanos,  trabalhou na área por quinze anos, e viveu em diferentes países como Brasil, Angola, Inglaterra e Dinamarca. Em 2015, no Brasil, abandonou a vida empresarial para dedicar-se à escrita.  É corresponsável pelo departamento de Cultura, Arte e Espetáculos do INMUNE – Instituto da Mulher Negra.
Seu primeiro romance, Essa Dama Bate Bué!, foi publicado pela editora Guerra e Paz em setembro de 2018. O livro conta a história de Vitória Queiroz da Fonseca, uma jovem angolana que, como Yara, nasceu em Angola e cresceu em Portugal. A certa altura, Vitória, negra e lésbica, abandona um casamento às vésperas para voltar a Luanda à procura de sua mãe, uma ex-combatente da guerra da independência que a entregou aos avós quando bébé. O romance traz um retrato da Angola pós-colonial e do pós-guerra, abordando temas como a desigualdade social e a violência.
Monteiro foi conferencista na série de debates e painéis do evento African-European Narratives 2018-2019, organizado pela Universidade Nova de Lisboa no âmbito do Programa "Europa para os Cidadãos" da União Europeia. 
Em 2020, contos inéditos de Yara Monteiro, Djaimilia Pereira de Almeida, Kalaf Epalanga, Ondjaki e Telma Tvon fizeram parte de Contos de Lisboa, exposição patente de 19 de fevereiro a 16 de maio no Arquivo Municipal de Lisboa - Fotográfico.

## Prémios e reconhecimento
- Ganhou o Prémio Literário Glória de Sant'Anna de 2022, com o livro Memórias, aparições e arritmias. [12][13]
- Nomeada para o Dublin Literary Award 2023 com o livro Essa Dama Bate Bué! cuja tradução para inglês é "Loose Ties".[14][15]

## Obra
- 2021 - Memórias, aparições arritmias, ISBN 9789897843891[12]
- 2018 - Essa Dama Bate Bué!,  ISBN 978-989-702-423-8 [16]

## Lista de referências
1. ↑  «Encontro de Leituras de junho recebe Yara Monteiro, de 'Essa Dama Bate Bué!'». Folha de S.Paulo. 25 de maio de 2022. Consultado em 9 de janeiro de 2023
2. 1 2  «Mar de Letras de 17 Out 2018 - RTP Play - RTP». RTP Play. Consultado em 26 de agosto de 2019
3. 1 2  Henriques, Joana Gorjão. «"Sou trineta da escravatura, bisneta da mestiçagem, neta da independência e filha da diáspora"». PÚBLICO. Consultado em 26 de agosto de 2019
4. ↑  Roldão, Cristina (18 de janeiro de 2019). «Feminismo negro em Portugal: falta contar-nos». Consultado em 17 de março de 2020
5. ↑  «Revista Pessoa». Consultado em 17 de março de 2020
6. 1 2  «"Essa dama bate bué!" - PRÉ-PUBLICAÇÃO | BUALA». Buala. Consultado em 17 de março de 2020
7. ↑  «Mulheres que Escrevem». Yara Monteiro. Medium. 2 de agosto de 2019. Consultado em 17 de março de 2020
8. ↑  «Debate Series Afro-European Narratives 2018-2019». Universidade Nova de Lisboa. Consultado em 17 de março de 2020
9. ↑  Mukanda (19 de fevereiro de 2020). «Tu e África têm uma história? - Narrativas Afro-Europeias | BUALA». BUALA. Consultado em 17 de março de 2020
10. ↑  de Miranda, Mónica (11 de fevereiro de 2020). «Contos de Lisboa de Mónica de Miranda expõe memórias da cidade pós-colonial | BUALA». BUALA. Consultado em 17 de março de 2020
11. ↑  «Arquivo Municipal de Lisboa - Fotográfico. Agenda». Arquivo Municipal de Lisboa. Consultado em 17 de março de 2020
12. 1 2  «Yara Monteiro é a vencedora do Prémio Glória de Sant'Anna». www.jn.pt. Consultado em 13 de maio de 2022
13. ↑  «Yara Nakahanda Monteiro vence prémio literário Glória de Sant'Anna». Notícias ao Minuto. 12 de maio de 2022. Consultado em 13 de maio de 2022
14. ↑  «Yara Monteiro selecionada para o Dublin Literary Award». livro.dglab.gov.pt. Consultado em 15 de maio de 2023
15. ↑  «Escritora Yara Monteiro nomeada para o Prémio Literário de Dublin». VerAngola. Consultado em 15 de maio de 2023
16. ↑  «Essa Dama Bate Bué! - Livro - WOOK». www.wook.pt. Consultado em 18 de abril de 2021

## Ligações Externas
- Entrevista em vídeo no programa Washinfgton Fora d'Horas
- Entrevista em vídeo no programa É a vida Alvim T4 Ep.20 do Canal Q
- Depoimento em vídeo durante o evento African European Narratives 2018-2019 - Encounters with Afrodescedants in Europe
- Vídeo de encerramento do evento African European Narratives 2018-2019